# Hugo Guillermo Chávez
Hugo Guillermo Chávez Fernández (Veracruz, Veracruz, México; 16 de octubre de 1976) es un futbolista mexicano  retirado. Jugó en la Selección Mexicana que participó en la Copa FIFA Confederaciones 2001

## Trayectoria
Debutó en el año de 1993 con los Tiburones Rojos de Veracruz en un empate contra el Puebla FC a 1 en la cancha del Estadio Luis "Pirata" Fuente entrando de cambio y disputando 45 minutos.
A la siguiente temporada tendría una excelente actuación pero bajaría su nivel en los siguientes torneos, hasta que en el Torneo De Invierno 1997 es transferido al Monarcas Morelia, donde no sería hasta el Invierno 1998 donde se convierte en una pieza importante en el sistema de juego del entrenador Tomás Boy. Tuvo excelentes campañas, viviendo su mejor momento en su carrera lo que coronó en el Torneo de Invierno 2000 en el que salió campeón de Liga y en el que el anotaría un gol en la tanda de penales con el que Morelia derrotó al Toluca por un 5-4.
Para el Torneo de Invierno 2001 sufriría una grave lesión de la rodilla, apenas en la jornada 1, que lo alejaría de las canchas toda la temporada. Volvió en el siguiente torneo (verano 2002) pero su rendimiento ya no sería el mismo, por lo que fue transferido a los Tigres de la UANL. En el Torneo Apertura 2002 con ese equipo, se le vio una leve mejoría. pero para el Torneo Clausura 2003 se volvió a lesionar lo que le ocasionó una vez más ser movido en el fútbol mexicano, esta vez al club contra el que debutó: El Puebla FC. Con este club tendría torneos regulares hasta que una vez más, el Torneo Apertura 2004, sufre una lesión más en la rodilla por lo que decidió tener un pequeño retiro.
Jugó en Primera A hasta que en el Torneo Apertura 2007 ficharía para el Tecos de la UAG, pero su lesión de la rodilla no le permitiría jugar. Ya para el Torneo Bicentenario 2010 vuelve al que llamó en alguna ocasión "el club de sus amores": El Morelia, pero iniciado el torneo se lesiona la rodilla, por lo que en junio de 2010 anuncia su retiro definitivo pero el club le ofrecería dirigir a Monarcas en su filial de Tercera División.

### Clubes
| Club                | País                | Año         | Partidos | Goles | Media |
| ------------------- | ------------------- | ----------- | -------- | ----- | ----- |
| C.D. Veracruz       | México              | 1993 - 1997 | 44       | 3     | 0.07  |
| Monarcas Morelia    | México              | 1997 - 2002 | 106      | 2     | 0.02  |
| Tigres U.A.N.L      | México              | 2002 - 2003 | 20       | 5     | 0.25  |
| Puebla F.C.         | México              | 2003 - 2006 | 44       | 0     | 0     |
| Tecos A             | México              | 2007        | 2        | 0     | 0     |
| Monarcas Morelia    | México              | 2009        | 0        | 0     | 0     |
| Mérida F.C.         | México              | 2009        | 1        | 0     | 0     |
| Total en su carrera | Total en su carrera | 1993 - 2009 | 212      | 10    | 0.05  |

## Estadísticas

### Clubes
| C.D. Veracruz · México |               |               |     |    |    |   |   |     |     |    |
| 1ª | 1993-94       | 1             | 0   | -  | -  | - | - | 1   | 0   |    |
| 1ª | 1994-95       | 0             | 0   | 1  | 0  | - | - | 1   | 0   |    |
| 1ª | 1995-96       | 19            | 2   | 1  | 0  | - | - | 20  | 2   |    |
| 1ª | 1996-97       | 19            | 1   | 3  | 0  | - | - | 23  | 1   |    |
| Total club | Total club    | 39            | 3   | 5  | 0  | - | - | 44  | 3   |    |
| Monarcas Morelia · México |               |               |     |    |    |   |   |     |     |    |
| 1ª | 1997-98       | 10            | 0   | -  | -  | - | - | 10  | 0   |    |
| 1ª | 1998-99       | 32            | 0   | -  | -  | - | - | 32  | 0   |    |
| 1ª | 1999-00       | 28            | 1   | -  | -  | - | - | 28  | 1   |    |
| 1ª | 2000-01       | 30            | 0   | -  | -  | - | - | 30  | 0   |    |
| 1ª | 2001-02       | 16            | 1   | 2  | 0  | 9 | 1 | 27  | 2   |    |
| 1ª | 2010          | 0             | 0   | -  | -  | - | - | 0   | 0   |    |
| Total club | Total club    | 116           | 2   | 2  | 0  | 9 | 1 | 127 | 3   |    |
| Tigres UANL · México |               |               |     |    |    |   |   |     |     |    |
| 1ª | 2002-03       | 20            | 5   | -  | -  | - | - | 20  | 5   |    |
| Total club | Total club    | 20            | 5   | -  | -  | - | - | 20  | 5   |    |
| Puebla F.C. · México |               |               |     |    |    |   |   |     |     |    |
| 1ª | 2003-04       | 28            | 0   | -  | -  | - | - | 1   | 0   |    |
| 1ª | 2004-05       | 14            | 0   | 1  | 0  | - | - | 1   | 0   |    |
| 1ª | 2005-06       | 2             | 0   | 1  | 0  | - | - | 20  | 2   |    |
| Total club | Total club    | 39            | 3   | 5  | 0  | - | - | 44  | 3   |    |
| Total carrera | Total carrera | Total carrera | 460 | 42 | 24 | 7 | 9 | 3   | 493 | 52 |
| (1)Incluye datos de la Copa México, Pre Pre Libertadores (1998 y 1999) e InterLiga (2004). (2)Incluye datos de la Copa de Gigantes de la Concacaf (2001) y Copa Merconorte (2000 y 2001). |               |               |     |    |    |   |   |     |     |    |

## Selección nacional
Participó en la Copa FIFA Confederaciones 2001.

Fecha de debut: 11 de abril de 2001
Partido de debut:  México 1-0  Chile
Entrenador que lo debutó: Enrique Meza

### Participaciones en fases finales
| Copa                           | Sede                  | Resultado    |
| ------------------------------ | --------------------- | ------------ |
| Copa FIFA Confederaciones 2001 | Corea del Sur y Japón | Primera fase |

### Partidos internacionales
| # | Fecha               | Rival      | Sede      | Estadio             | Resultado | Competición |
| - | ------------------- | ---------- | --------- | ------------------- | --------- | ----------- |
| 1 | 11 de abril de 2001 | Chile      | Monterrey | Estadio Tecnológico | 2 - 0     | Amistoso    |
| 2 | 25 de mayo de 2001  | Inglaterra | Derby     | Pride Park Stadium  | 0 - 4     | Amistoso    |

## Palmarés

### Campeonatos nacionales
| Título          | Club             | País   | Año  |
| --------------- | ---------------- | ------ | ---- |
| Torneo Invierno | Monarcas Morelia | México | 2000 |

Otros logros
- Subcampeón con Veracruz de la Copa México 1994/95.